# Pattee Byng, 2. vikomt Torrington
Pattee Byng, 2. vikomt Torrington (Pattee Byng, 2nd Viscount Torrington, 2nd Baron Byng of Southill, 2nd Baronet Byng of Wrotham) (25. května 1699 – 23. ledna 1747), byl britský politik, důstojník a dvořan. Jeho kariéra od raného mládí se odvíjela od vlivného postavení otce a sňatku s dcerou Charlese Montagu, vévody z Manchesteru. Již ve věku 24 let se stal členem britské vlády a vysoké úřady zastával až do smrti.

## Životopis
Pocházel z obchodnické a statkářské rodiny z Kentu, byl nejstarším synem admirála George Bynga, 1. vikomta Torringtona. Již v roce 1712 vstoupil do armády, v letech 1713–1715 podnikl kavalírskou cestu po Evropě, v roce 1718 dosáhl hodnosti kapitána a téhož roku obdržel za zásluhy otce státní rentu v Irsku. V letech 1721–1733 byl členem Dolní sněmovny za stranu whigů. Do parlamentu byl zvolen v doplňovacích volbách za přístav Plymouth; za tento volební obvod byl předtím poslancem jeho otec, který v roce 1721 přešel do Sněmovny lordů. Po otci převzal také vládní úřad prezidenta námořního pokladu (1724–1734), od roku 1732 byl členem Tajné rady. V letech 1734–1746 zastával funkci pokladníka v Irsku a od roku 1734 byl též členem irské Tajné rady. Před svou předčasnou smrtí nakonec vykonával dvorský úřad velitele královské tělesné stráže (Captain of the Yeomen of the Guard, 1746–1747).
Jeho manželkou byla Charlotte Montagu (1705–1759), dcera Charlese Monntagu, 1. vévody z Manchesteru. Z jejich manželství se narodili synové George a Frederick, oba ale zemřeli v dětství. Titul vikomta zdědil Patteeho mladší bratr, generálmajor George Byng, 3. vikomt Torrington (1701–1750). Nejmladší z bratrů John Byng (1704–1757) byl admirálem a za sedmileté války byl popraven za porážku od Francouzů na Menorce. Od dalšího z bratrů Roberta Bynga (1703–1740), guvernéra na Barbadosu, pocházela pozdější rodová větev hrabat ze Straffordu.
Hlavním rodovým sídlem byl zámek Southill Park (Bedfordshire), který potomci prodali v roce 1796.